# Football Club Groningue
Maillots
Actualités
Le FC Groningue (FC Groningen en néerlandais) est un club de football des Pays-Bas, situé dans la ville de  Groningue et évoluant en Première Division néerlandaise jusqu'en 2023, avant d'être relégué en Eerste Divisie. Le club remontera finalement dans l'élite en sécurisant une seconde place lors de la saison 23/24. 

## Histoire
Le club est fondé le 16 juin 1971 par l'Association de Football et d'Athlétisme de Groningue (le GVAV, créé 26 janvier 1921). Il passe l'essentiel de son existence dans l'élite du football néerlandais, malgré des relégations en deuxième, puis en troisième division.
Au début des années 1980, le FC Groningue revient sur le devant de la scène du football néerlandais, sous la houlette des frères Koeman, Ronald et son frère aîné Erwin. L'équipe fait alors pour la première fois son apparition sur la scène européenne, grâce à sa qualification pour la Coupe UEFA 1983-1984. Elle obtient son meilleur classement en Championnat en 1990-1991, où le FC Groningue finit troisième.
La saison 2005-2006 est la meilleure que le club ait connue depuis de nombreuses années. Terminant cinquième de la saison régulière, le FC Groningue est qualifié pour le tournoi final désignant le second qualifié du pays pour le troisième tour préliminaire de la Ligue des champions. Se hissant en finale de ce play-off, il s'en est fallu de deux minutes au match retour, pour que le club décroche, au détriment de l'Ajax, sa première qualification pour la plus prestigieuse Coupe d'Europe.
Le FC Groningue fut tout de même qualifié pour la Coupe UEFA, et ce, pour la première fois depuis quatorze ans. Les retrouvailles avec la scène européenne sont difficiles, puisque le Partizan Belgrade l'élimine dès le premier tour (2-4, 1-0).
La saison suivante, malgré une huitième place en Championnat, le FC Groningue se qualifie pour le premier tour de la Coupe UEFA, en éliminant en play-off le Feyenoord Rotterdam et le FC Utrecht. Le club affronte alors au premier tour la Fiorentina, qui l'élimine aux tirs au but, après deux matches nuls (1-1, 1-1).
Le FC Groningue remporte le premier trophée majeur de son histoire à l'issue de la saison 2014-2015, en battant le PEC Zwolle sur le score de 2-0 en finale de la Coupe des Pays-Bas. Le club se qualifie pour la phase de groupes de la Ligue Europa 2015-2016.
A l'issue de la saison 2022-2023, le club est relégué en deuxième division.

## Palmarès
| Compétitions nationales | Compétitions internationales |
| - Championnat des Pays-Bas de deuxième division : - Champion : 1960, 1980 - Vice-champion : 1971, 1975, 1979, 1999 - Coupe des Pays-Bas : - Vainqueur : 2015 - Finaliste : 1989 - Supercoupe des Pays-Bas : - Finaliste : 2015 | - Néant                      |

## Joueurs et personnalités du club

### Entraîneurs
Le tableau suivant présente la liste des entraîneurs du club depuis 1948.
| Rang | Nom                | Période   |
| ---- | ------------------ | --------- |
| 1    | Otto Bonsema       | 1948-1962 |
| 2    | Tinus van der Pijl | 1962-1965 |
| 3    | Ludwig Veg         | 1965-1969 |
| 4    | Ron Groenewoud     | 1970-1975 |
| 5    | Anton Goedhart     | 1975-1976 |
| 6    | Jan Notermans      | 1976-1977 |
| 7    | Theo Verlangen     | 1977-1983 |

| Rang | Nom              | Période   |
| ---- | ---------------- | --------- |
| 8    | Han Berger       | 1983-1986 |
| 9    | Rob Jacobs       | 1986-1987 |
| 10   | Henk van Brussel | 1987-1988 |
| 11   | Hans Westerhof   | 1988-1992 |
| 12   | Pim Verbeek      | 1992-1993 |
| 13   | Leen Looijen     | 1993      |
| 14   | Theo Vonk        | 1994      |

| Rang | Nom                    | Période   |
| ---- | ---------------------- | --------- |
| 15   | Hans Westerhof         | 1994-1997 |
| 16   | Jan van Dijk (intérim) | 1997      |
| 17   | Wim Rijsbergen         | 1997-1998 |
| 18   | Jan van Dijk           | 1998-2001 |
| 19   | Dwight Lodeweges       | 2001-2002 |
| 20   | Ron Jans               | 2002-2010 |
| 21   | Pieter Huistra         | 2010-2012 |

| Rang | Nom               | Période   |
| ---- | ----------------- | --------- |
| 22   | Robert Maaskant   | 2012-2013 |
| 23   | Erwin van de Looi | 2013-2016 |
| 24   | Ernest Faber      | 2016-2018 |
| 25   | Danny Buijs       | 2018-     |

## Stade

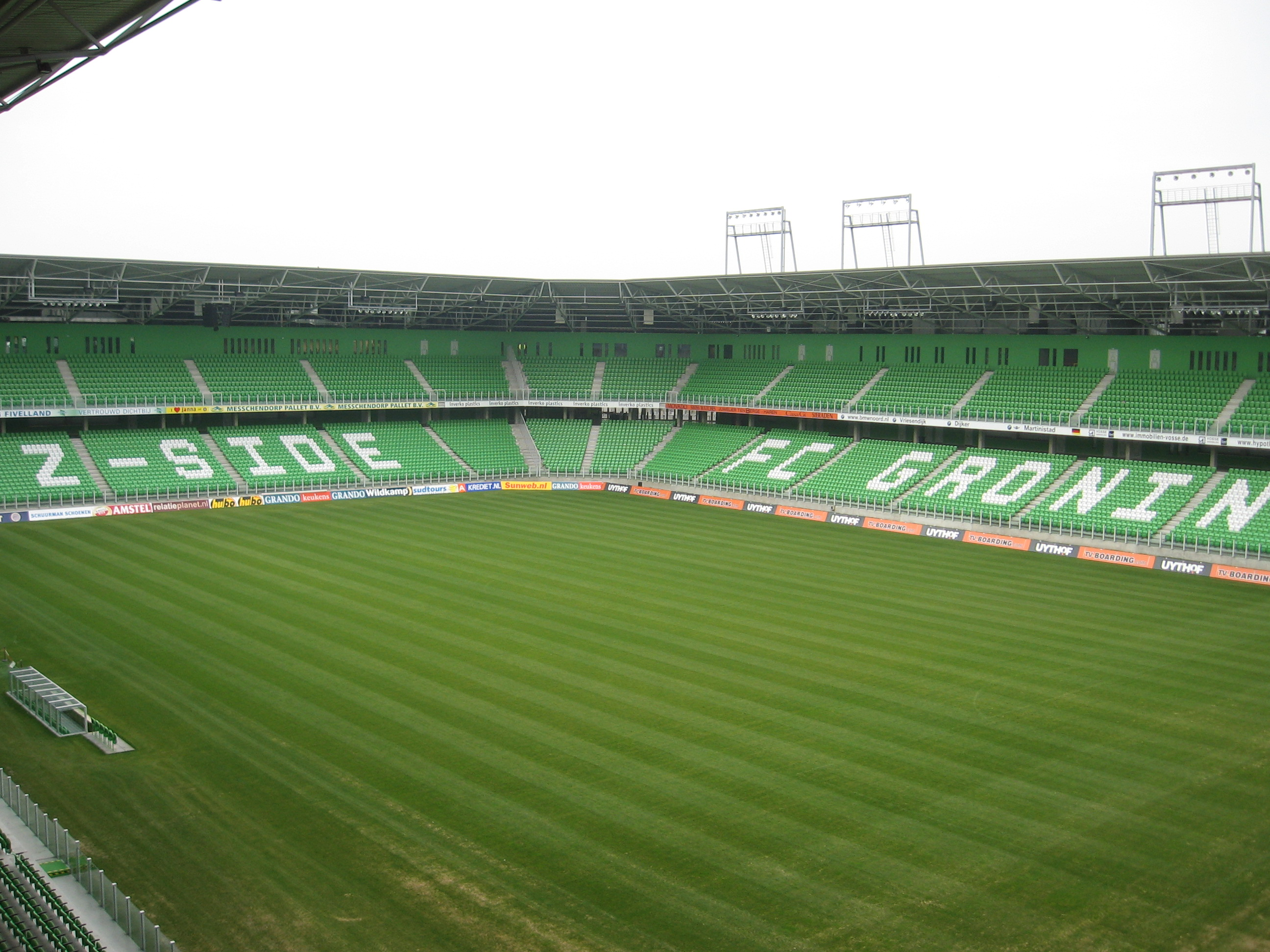
Le stade Euroborg de Groningue

Les joueurs du FC Groningue jouent en vert et blanc à domicile, au stade Euroborg, comprenant 22 000 places. Ce stade couvert fut inauguré en janvier 2006, après que le vieux stade Oosterpark, de 12 500 places, eut accueilli le club pendant soixante-douze ans. L'augmentation de capacité du stade a provoqué une hausse de la moyenne du nombre de spectateurs, qui atteint presque la capacité maximale du nouveau stade. À la saison 2008-2009, une extension de l'Euroborg a porté sa capacité à 22 329 sièges.